# مایکل کریگ هیلمن
مایکل کریگ هیلمن (به انگلیسی: Michael Craig Hillmann) (زادهٔ ۵ مه ۱۹۴۰)، نویسنده، محقق و ایران‌شناس آمریکایی و استاد مطالعات ایران در دانشگاه تگزاس در آستین است.

## زندگی‌نامه
مایکل کریگ هیلمن، دارای مدرک دکترای ایران‌شناسی، (متولد ۵ ماه مه ۱۹۴۰) و استاد مطالعات فارسی در دانشگاه تگزاس در آستین و رئیس مؤسسه تخت جمشید است.

## فعالیت‌های علمی
او مقاله‌های زیادی به‌طور گسترده در مورد زبان و ادبیات فارسی منتشر کرده‌است. هیلمن متخصص در اشعار فارسی، داستان‌های فارسی و نثر فارسی چاپ شده ما بین سال‌های ۱۹۲۰ تا 1970s، آنچنان که در زندگی‌نامه ادبی ایشان چاپ شده در اواخر سال ۱۹۹۰ آمده‌است.
ایشان همچنین در توسعه کتب و مقالات آموزشی زبان فارسی فعالیت‌های شایان ذکری انجام داده‌است و نتیجه آن یک برنامه درسی جدید آموزش زبان فارسی در چهار جلد به نام "فارسی برای امریکا (NS)" می‌باشد.
هیلمن دو کتاب مربوط بشرح حال خود با عنوان‌های "از دورهام تا تهران (۱۹۹۱)" و از کلاس درس به دادگاه (۲۰۰۸) منتشر کرده‌است. در کتاب "از کلاس درس به دادگاه" هیلمن تلاش کرده‌است داستان چگونگی درگیری‌های میان فرهنگی بین دانشگاهیان و گروه‌های تند رو در خاورمیانه که منجر به شکایت رسمی، اتهامات بی‌پایه و سوء استفاده از قانون همانند تبعیض، آزار و اذیت، نژادپرستی، و طرح دعوی در دادگاه علیه دانشگاه و دانشگاهیان را بیان می‌کند.
در حال حاضر هیلمن بر روی مقاله‌ای به نام " شرح حال سوم" و پایانی به نام "به و از روستای مین To and From a Maine Village" و یک فرهنگ لغت فارسی برای انتشارات هیپوسرن آمریکا Hippocrene Books کار می‌کند.

## مقالات به زبان انگلیسی
- From Classroom to Courtroom (AuthorHouse 2008) ISBN 1-4343-5062-2
- Tajiki Textbook and Reader: Second Edition (Dunwoody Press 2003) ISBN 1-881265-98-6
- Basic Tajik(i) Word List (Dunwoody Press 2003) ISBN 1-931546-00-2
- Persian Vocabulary Acquisition, 2nd ed. (Dunwoody Press 2003) ISBN 1-881265-83-8
- Reading Iran Reading Iranians, 2nd ed. rev. (Dunwoody Press 2002) ISBN 1-881265-77-3
- Persian Listening (Dunwoody Press, 2008) ISBN 978-1-931546-56-0